# Lu Dingyi
Lu Dingyi (1906-1996) fue un carismático líder político de la República Popular China.
Educado en la Universidad de Shanghái Jiao Tong, ocupó el puesto de Ministro de Propaganda. En 1956 pronunció la famosa frase "permitamos que cientos de flores florescan y cientos de escuelas del pensamiento permanezcan" que inspiró críticas contra el gobierno de Mao Zedong. Como consecuencia de ello fue arrestado en 1968 durante la Revolución cultural. Fue liberado tras la muerte de Mao. 
El pensamiento y visión de Lu se mantuvo inalterable y permaneció como la conciencia inquebrantable del Partido Comunista de China hasta su muerte en 1996.}